# Honey and Clover (film)
Honey and Clover è un film del 2006 diretto da Masahiro Takada, adattamento live action della serie omonima di manga e anime firmati Chika Umino.

## Trama
Il ritorno di Morita coglie tutti di sorpresa dopo che questo era svanito nel nulla diverso tempo prima. Il ragazzo è un genio artistico piuttosto eclettico, con un soverchiante comportamento istintivo, e che non si fa problemi a dire e fare ciò che pensa. Ma nel gruppo di studenti che si riunisce sotto il tetto del professor Hanamoto compare all'improvviso Hagu, una parente del professore, anche questa dotata di una sensibilità e di un genio artistico fuori dal comune. Morita e Takemoto si innamorano immediatamente di lei anche se reagiscono in modi diametralmente opposti.
Nel frattempo Ayumi, da sempre innamorata di Mayama, scopre che questo si è messo a pedinare Rika, la donna con cui lavora presso uno studio di design. Ayumi finisce per dichiararsi al ragazzo, ma questo per quanto tenga a lei come amica, le conferma ogni volta che il suo cuore appartiene a Rika, la quale non sembra interessata a lui sotto questo aspetto e arriva persino a licenziarlo per non vederlo soffrire.
La situazione si complica quando, dopo una gita alla spiaggia, Morita si decide a dichiararsi e senza pensarci bacia sulle labbra Hagu. Questa però reagisce male e scappa da lui. Alla scena assiste Takemoto che si rassegna al suo ruolo di terzo incomodo. Hagu nei giorni successivi smette di dipingere e a questo punto Takemoto chiede a Morita di risollevarla, poiché è l'unico che può farlo. Dopodiché il ragazzo compie un viaggio per il Giappone in bicicletta da solo in cui incontra il suo futuro datore di lavoro. Hagu torna infine a dipingere dopo che riprende i contatti con Morita, il quale per lei arriva a distruggere un'opera d'arte nella sua galleria. Tutti ora sembrano aver ritrovato un equilibrio, tranne Ayumi che non riesce a non struggersi per l'amore che prova per Mayama.